# Dornstetten
Dornstetten is een stad in de Duitse deelstaat Baden-Württemberg, en maakt deel uit van het Landkreis Freudenstadt.
Dornstetten telt 8.095 inwoners. De binnenstad is beroemd om de vele vakwerkhuizen.
Alpirsbach ·
Bad Rippoldsau-Schapbach ·
Baiersbronn ·
Dornstetten ·
Empfingen ·
Eutingen im Gäu ·
Freudenstadt ·
Glatten ·
Grömbach ·
Horb am Neckar ·
Loßburg ·
Pfalzgrafenweiler ·
Schopfloch ·
Seewald ·
Waldachtal ·
Wörnersberg